# آی کارملا!
آی کارملا! (اسپانیایی: ¡Ay Carmela!‎) یک فیلم کمدی-درام اسپانیایی به کارگردانی کارلوس سائورا است که در سال ۱۹۹۰ منتشر شد و در همان سال برندهٔ ۱۳ جایزهٔ گویا از جمله جایزه گویا برای بهترین فیلم و جایزه گویای بهترین بازیگر نقش اول زن شد. این فیلم نمایندهٔ اسپانیا جهت رقابت برای جایزه اسکار بهترین فیلم بین‌المللی در شصت و سومین دوره جوایز اسکار بود که به فهرست نهایی منتخبان راه نیافت. تصویربرداری فیلم مابین ۲۶ سپتامبر تا ۲۵ نوامبر ۱۹۸۹ منتشر شد.

## گزیدهٔ بازیگران
- کارمن مائورا
- آندرس پاخارس
- گابینو دیه‌گو
- خوزه سانچو